# نيك ريد (لاعب كرة قدم أمريكية)
نيك ريد (بالإنجليزية: Nick Reid) هو لاعب كرة قدم أمريكية أمريكي، ولد في 18 نوفمبر 1983.